# Sarıkaya, Yapraklı
Sarıkaya là một xã thuộc huyện Yapraklı, tỉnh Çankırı, Thổ Nhĩ Kỳ. Dân số thời điểm năm 2010 là 298 người.